# Pierre Michaux
Pierre Michaux (?, 1813. június 25. – Párizs, 1883. január 9.) francia kovács és feltaláló. Lehetséges, hogy ő a kerékpár feltalálója, azonban más források ezzel ellentmondanak.